# Elizabeth Sarnoff
Elizabeth "Liz" Sarnoff je američka televizijska scenaristica i producentica.
Pisala je epizode za televizijske serije Newyorški plavci, Crossing Jordan, Deadwood i Izgubljeni. Također je bila jedna od glavnih kreatora Foxove serije Alcatraz.

## Karijera
Elizabeth Sarnoff pridružila se ekipi serije Deadwood kao scenaristica u prvoj sezoni 2004. godine. Sarnoff je napisala epizode "Here Was a Man" i "Suffer the Little Children". Tijekom druge sezone serije 2005. godine promovirana je u jednu od producentica. U toj sezoni napisala je epizode "New Money" i "Amalgamation and Capital". Sarnoff i scenaristički tim nominirani su za nagradu Ceha scenarista za najbolju dramsku seriju u veljači 2006. godine za svoj rad na drugoj sezoni spomenute serije.
Ekipi serije Izgubljeni Sarnoff se pridružila kao scenaristica i producentica u jesen 2005. godine tijekom druge sezone. U veljači 2006. godine Sarnoff i ostatak scenarističke ekipe osvojili su nagradu Ceha scenarista za najbolju dramsku seriju za svoj rad na prvoj i drugoj sezoni. Za treću sezonu Sarnoff je promovirana u izvršnog producenta. Skupa sa svojom kolegicom Christinom M. Kim nominirana je u veljači 2007. godine za najbolju epizodu serije ("Two for the Road" iz druge sezone). Scenaristički tim serije ponovno je u veljači te iste godine nominiran za najbolju dramsku seriju za drugu i treću sezonu. Tijekom četvrte sezone Sarnoff je ostala izvršna producentica i regularna scenaristica 2008. godine. Nominirana je ponovno u veljači 2009. godine za nagradu Ceha scenarista za najbolju dramsku seriju upravo za četvrtu sezonu serije. Tijekom pete sezone promovirana je u ko-izvršnu producenticu. I za tu sezonu scenaristički tim pobrao je nominaciju za nagradu Ceha scenarista u veljači 2010. godine. Za posljednju, šestu sezonu Sarnoff je promovirana u izvršnu producenticu serije.
Godine 2011. Sarnoff je skupa sa Stevenom Lilienom i Bryanom Wynbrandtom kreirala televizijsku seriju Alcatraz koja je svoju premijeru imala 16. siječnja 2012. godine, ali je zbog loše gledanosti ukinuta već nakon prve sezone.
Njezino ime iskorišteno je za lik u epizodi "The Cure" serije Fringe. Sarnoff je javno obznanila da je lezbijka.

## Popis epizoda serijeIzgubljenikoje je napisala Sarnoff
- "Abandoned" (2x06)
- "The Hunting Party" (2x11) s Christinom M. Kim
- "The Whole Truth" (2x16) s Christinom M. Kim
- "Two for the Road" (2x20) s Christinom M. Kim
- "Further Instructions" (3x03) s Carltonom Cuseom
- "Stranger in a Strange Land" (3x09) s Christinom M. Kim
- "Left Behind" (3x15) s Damonom Lindelofom
- "The Man Behind the Curtain" (3x20) s Drewom Goddardom
- "Eggtown" (4x04) s Greggoryjem Nationsom
- "Meet Kevin Johnson" (4x08) s Brianom K. Vaughanom
- "Cabin Fever" (4x11) s Kyleom Penningtonom
- "Jughead" (5x03) s Paulom Zbyszewskijem
- "LaFleur" (5x08) s Kyleom Penningtonom
- "Dead is Dead" (5x12) s Brianom K. Vaughanom
- "Follow the Leader" (5x15) s Paulom Zbyszewskijem
- "The Substitute" (6x04) s Melindom Hsu Taylor
- "Recon" (6x08) s Jimom Galassom
- "The Candidate" (6x14) s Jimom Galassom
- "What They Died For" (6x16) s Adamom Horowitzem and Edwardom Kitsisem

## Vanjske poveznice
- Elizabeth Sarnoff u internetskoj bazi filmova IMDb-u (engl.)